# القرآن الكريم: ترجمة إنجليزية لمعانيه
القرآن الكريم: ترجمة إنجليزية لمعانيه هو ترجمة إنجليزية لمعاني القرآن الكريم في القرن العشرين، ألفها أربعة علماء إسلام أتراك باللغة الإنجليزية الحديثة، وتحتوي على أكثر من 800 ملاحظة توضيحية، مما يجعل الكتاب المقدس أسهل للفهم. على الرغم من أن هذه الترجمة تصف نفسها بأنها عمل لجنة، إلا أن كل مؤلف كان له تركيزه الخاص. نور الدين أوزونوغلو [الإنجليزية] ترجم السور (الفصول) من 1 إلى 8؛ توفيق روستو توبوزوغلو: من 9 إلى 20؛ علي أوزيك: 21 إلى 39؛ محمد مقصوتوغلو: من 40 إلى 114.

## الغاية
قام بلال باشار بتطوير مشروع يهدف إلى إرسال الترجمة الإنجليزية للقرآن الكريم أولًا إلى الدول الإفريقية، ثم إلى جميع المناطق المحتاجة حول العالم. وفي هذا السياق، قدّم كل من علي أوزَك، نور الدين أوزونوغلو، توفيق رشدي طوبوز أوغلو، ومحمد مقصود أوغلو ترجمات تغطي الأجزاء المختلفة من القرآن الكريم. كان هدفهم من إعداد هذه الترجمة الإنجليزية المشروحة هو مساعدة القرّاء على فهم المعنى الحقيقي لرسالة الله الإلهية كما أُنزِلت في القرآن. وإلى جانب استخدام اللغة الإنجليزية اليومية قدر الإمكان، أُضيفت بعض الشروحات والتفسيرات الموجزة بين الأقواس ضمن الآيات، بهدف توضيح الروابط بينها وتيسير قراءتها بسلاسة.

## روابط خارجية
- القرآن الكريم: ترجمة إنجليزية لمعانيه — على Goodreads.com
- القرآن الكريم - مشروع القرآن الكريم على الإنترنت، الفصل الأول، الآيات 50-114، متاح على الإنترنت.